# IELTS

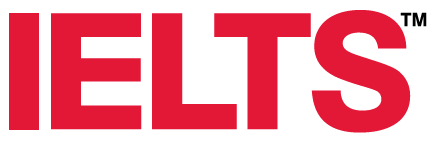

IELTS (англ. International English Language Testing System) — международная система оценки знания английского языка.
Позволяет определить уровень и навыки владения английским у людей, для которых он не является родным.
IELTS — наиболее востребованный тест английского языка для учёбы и иммиграции в Великобританию, Канаду, Австралию и Новую Зеландию (конкурирующий тест TOEFL наиболее популярен в США). Министерство иммиграции Канады рассматривает результаты теста IELTS и не принимает результаты TOEFL.
IELTS принадлежит трём организациям:
- Cambridge ESOL Examinations
- Британский совет
- IDP: IELTS Australia.

Существует три версии теста:
- Academic IELTS (академическая версия)
- General Training IELTS (общая версия)
- IELTS Life Skills[4].

Сертификат Academic IELTS используется для поступления в школы, колледжи и вузы Великобритании, Канады, Австралии, Ирландии, Новой Зеландии, ЮАР, США и других стран, в учебных заведениях которых преподавание ведётся на английском языке.
Наличие сертификата General Training IELTS (иногда Academic IELTS) обязательно для всех, кто желает иммигрировать в Канаду, Австралию и Новую Зеландию по системе профессиональной миграции.
IELTS Life Skills приравнивается к владению разговорной речью (Speaking) и аудированием (Listening) на уровне А1 или В1 по шкале CEFR (Common European Framework of Reference).
Сертификат необходим при получении рабочей визы в Великобританию, и в других целях, связанных с обучением, проживанием или работой в англоязычном обществе.
По данным 2012 года, 8000 организаций в 135 странах мира признают результаты IELTS. Количество организаций с каждым годом растёт. За 2012 год IELTS сдали 2 миллиона человек.
900 тест-центров в 130 странах мира организуют и проводят IELTS. Академический IELTS проводится 48 раз в году. Общий — 24 раза в году. Стоимость экзамена и конкретные даты теста варьируются в зависимости от месторасположения и ценовой политики каждого центра.
Результат IELTS оценивается по шкале от 0 до 9 баллов.
Кандидат узнаёт свой результат онлайн и/или получает в тест-центре на 13-й день после сдачи.
Сертификат включает в себя оценку по четырём модулям теста:
- Listening (навыки восприятия на слух);
- Reading (навыки чтения);
- Writing (навыки письменного английского);
- Speaking (навыки разговорного английского)

и общий балл (Overall Score Band).
Результат теста действителен в течение двух лет с момента его получения.

## Формат теста
IELTS длится примерно 3 часа.
Состоит из четырёх модулей:
- Listening (примерно 40 минут)
- Reading (60 минут)
- Writing (60 минут)
- Speaking (11—14 минут)

Первые три модуля (Listening, Reading, Writing) всегда сдают в один день в вышеуказанной последовательности без перерыва между ними. Общая продолжительность вместе с техническими паузами 180 минут. Тестируемый имеет право принести с собой пластиковую бутылку воды. Бутылка должна быть прозрачной. Этикетки необходимо снять.
Speaking могут назначить либо в тот же день, либо в течение нескольких дней до или после экзамена. Дата и время сдачи IELTS Speaking зависит от загруженности тест-центра и от количества доступного персонала (экзаменаторов IELTS).

### Listening
IELTS Listening — это система тестирования навыка восприятия английского языка на слух.
Общая длительность IELTS Listening: 40 минут
Перед началом тестирования кандидат получает буклет с заданиями экзаменационный лист.
Listening состоит из 40 вопросов, которые распределены по четырём разделам по принципу от простого к сложному.
Первые 30 минут теста необходимо читать вопросы, слушать аудиозапись и записывать ответы в буклете с заданиями. Информация предоставляется для прослушивания только один раз. Дополнительные 10 минут даются для переноса ответов из буклета на экзаменационный лист.
Listening одинаковый как для академического IELTS, так и для общего.

### Reading
IELTS Reading — это система тестирования навыков чтения на английском языке.
Общая длительность IELTS Reading: 60 минут
Reading состоит из 40 вопросов. Существует две версии этого модуля: Академический и Общий тест.
IELTS Academic Reading включает в себя 3 раздела. Каждый раздел состоит из одного текста, объёмом от 650 до 1000 слов. Все академические тексты взяты из журналов, газет и книг. IELTS General Training Reading также делится на 3 части. Каждая часть состоит из одного, двух или трёх небольших текстов на общие темы.
В Reading не предоставляется дополнительного времени для заполнения экзаменационного листа (Reading Answer Sheet).

### Writing
IELTS Writing — это система тестирования навыков письменного английского языка.
Общая длительность IELTS Writing: 60 минут
IELTS Writing состоит из двух заданий. Существует две версии этого модуля: Академический и Общий тест.
IELTS Academic Writing:
- первое задание (от 150 слов) — описание графика или графического рисунка (report);
- второе задание (от 250 слов) — эссе (essay).

IELTS General Training Writing:
- первое задание (от 150 слов) — составление письма (официальное, полуофициальное или неофициальное);
- второе задание (от 250 слов) — эссе (essay).

### Speaking
IELTS Speaking — это система тестирования навыков разговорного английского и общих навыков вести диалог и монолог на английском языке.
Общая длительность IELTS Speaking: от 11 до 14 минут
IELTS Speaking экзаменатор проводит наедине с кандидатом. Разговор записывается на аудионосители.
Speaking состоит из 3 частей:
- знакомство с экзаменатором и разговор на общие темы;
- экзаменатор выдаёт карточку-задание с определённой темой (cue-card), которую кандидат должен раскрыть в течение 1-2 минут. Перед этим предоставляется 1 минута на подготовку монолога;
- экзаменатор задаёт вопросы по теме карточки, имеющие более обобщённый и сложный характер[9].

### Разница между Academic IELTS и General Training IELTS
Разница между Academic IELTS и General Training IELTS заключается в двух модулях: Reading и Writing.
| сравнительная характеристика | Academic Reading                     | General Training Reading                  |
| ---------------------------- | ------------------------------------ | ----------------------------------------- |
| время на выполнение          | 60 минут                             | 60 минут                                  |
| количество вопросов          | 40                                   | 40                                        |
| количество разделов          | 3                                    | 3                                         |
| количество текстов           | 3                                    | 3                                         |
| раздел 1                     | 1 текст, объёмом от 650 до 1000 слов | 2-3 текста, общим объёмом менее 1000 слов |
| раздел 2                     | 1 текст, объёмом от 650 до 1000 слов | 2 текста, общим объёмом менее 1000 слов   |
| раздел 3                     | 1 текст, объёмом от 650 до 1000 слов | 1 текст, объёмом от 650 до 1000 слов      |
| общая длина текстов          | от 2150 до 2750 слов                 | от 2150 до 2750 слов                      |
| тематика                     | тексты на академические темы         | тексты на общие каждодневные темы         |
| сложность                    | субъективна для каждого кандидата    | субъективна для каждого кандидата         |

| сравнительная характеристика | Academic Writing                  | General Training Writing          |
| ---------------------------- | --------------------------------- | --------------------------------- |
| время на выполнение          | 60 минут                          | 60 минут                          |
| количество заданий           | 2                                 | 2                                 |
| Первое задание, от 150 слов  | описание графика                  | письмо                            |
| Второе задание, от 250 слов  | эссе на академические темы        | эссе на общие социальные темы     |
| сложность                    | субъективна для каждого кандидата | субъективна для каждого кандидата |

## Сертификат IELTS
С 1989 года внешний вид сертификата IELTS менялся несколько раз.
В данное время используется более плотная бумага, добавлено личное фото кандидата и баллы отображаются в новом формате.
Пример сертификата IELTS (IELTS Test Report Form Sample)
1. Версия IELTS теста (Academic Module или General Training Module).
2. Дата сдачи IELTS.
3. Фотография кандидата.
4. Баллы за каждую часть IELTS и общий балл.
5. Печать тест-центра, в котором проводился экзамен. Печать качества IELTS.
6. Данные об экзаменаторах, которые проверяли и оценивали Writing и Speaking работы кандидата.
7. Уникальный номер сертификата, который используется для проверки подлинности организациями с соответствующим доступом.
8. Новые названия и логотипы совладельцев — партнёров IELTS.

## Система оценки IELTS
В IELTS используется система оценки с 0.0 до 9.0, с шагом 0.5.
Результат IELTS состоит из оценок по каждому из четырёх навыков: Listening, Reading, Writing, Speaking, а также приводится общий средний балл.

### Оценочная шкала IELTS
Ниже приводится стандартная 9-балльная шкала для оценки навыков владения английским языком по системе IELTS.
9.0 Пользователь — эксперт
В совершенстве владеет языком. Демонстрирует абсолютное понимание в любой ситуации.
8.0 Очень хороший пользователь
Полностью владеет языком, за исключением отдельных неточностей. В отдельных нехарактерных ситуациях может проявить непонимание. Способен детально аргументировать свою позицию.
7.0 Хороший пользователь
Хорошо владеет языком, несмотря на некоторые неточности и непонимание. В целом демонстрирует хорошее знание языка и ясное детальное понимание.
6.0 Компетентный пользователь
В основном хорошо владеет языком, несмотря на возможные неточности, несоответствия и недопонимание. Может использовать и понимать достаточно сложный язык, особенно в знакомых ситуациях.
5.0 Умеренный пользователь
Ограниченно владеет языком, в целом демонстрирует понимание большинства ситуаций, хотя и делает много ошибок. Способен на базовое общение.
4.0 Ограниченный пользователь
Базовое знание языка ограничено стандартными ситуациями. Часто испытывает проблемы со сложными языковыми конструкциями.
3.0 Чрезвычайно ограниченный пользователь
Демонстрирует только примерное понимание очень стандартных ситуаций.
2.0 Пользователь «с перебоями»
В реальности общение невозможно, кроме самых стандартных ситуаций с использованием отдельных слов и коротких формулировок.
1.0 Не владеющий языком
В целом не способен использовать язык за исключением нескольких отдельных слов.
0 Не пытался пройти тест

### Как оценивается Listening и Reading
Балл по IELTS Listening и Reading определяется на основании количества правильных ответов. Неправильные ответы не учитываются.
Ниже приведена таблица оценки Listening и Reading в качестве примера преобразования количества правильных ответов в разделах Listening и Reading в итоговый балл по IELTS Listening и Reading. Данная таблица носит примерный характер оценки.

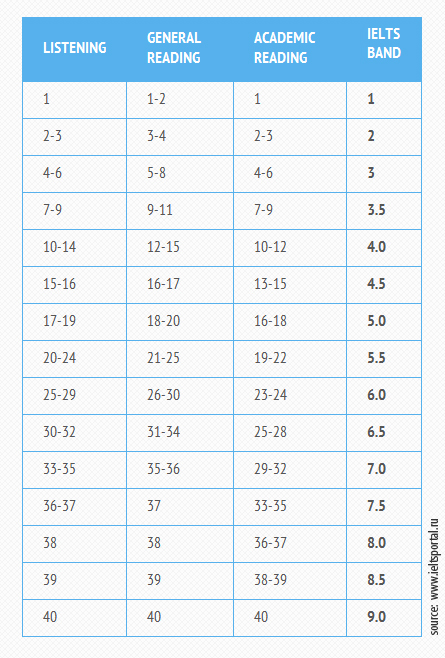
Примерная система оценки IELTS Listening и Reading

Для каждого теста Listening и Reading создаётся своя оценочная шкала в зависимости от сложности текстов, вопросов и аудио материалов. Так как академические тексты сложнее, в академической версии теста в секции Reading можно набрать меньшее количество правильных ответов, чтобы получить такой же балл, как и в общей версии теста.

### Как оценивается Writing
IELTS Writing оценивается по четырём параметрам. Каждый из параметров несёт 25 % оценки.
- Содержание (TA — Task Achievement и TR — Task Response (для второго задания))

В данном критерии учитывается насколько полно, точно и правильно был дан ответ на заданную тему. Оцениваются идеи и последовательность информации в раскрытии темы.
- Когезия и когерентность (СС — Cohesion/Coherence)

Ясность изложения мыслей, правильная структура, связность предложений и фраз между собой.
- Лексика (LR — Lexical Resource)

Оценивается разнообразие словарного запаса и умение применять его в контексте.
- Грамматика (GRA- Grammatical Range and Accuracy)

Оценивается разнообразие, сложность и точность грамматических конструкций.

### Как оценивается Speaking
IELTS Speaking оценивается по четырём параметрам. Каждый из параметров несёт 25 % оценки.
- Беглость и связность речи (Fluency and Cohesion)

Насколько бегло, естественно и связно построены ответы на вопросы.
- Лексика (Lexical Resource)

Оценивается разнообразие словарного запаса и умение его применять в контексте.
- Грамматика (Grammatical Range and Accuracy)

Оценивается разнообразие, сложность и точность грамматических конструкций.
- Произношение (Pronunciation)

Насколько точно и ясно произносятся отдельные звуки, слова, фразы и предложения. Также учитывается фонетическая специфика английского языка и интонация («музыка языка»).

### Общий балл IELTS (Overall Band Score)
Общий балл по IELTS (Overall Band Score) выводится как среднеарифметическое от суммы результатов по четырём модулям теста: Listening, Reading, Writing, Speaking.
Общий балл округляют до ближайшего целого или половинного балла.
Используется следующий принцип округления результатов:
если среднеарифметическое от суммы по четырём модулям заканчивается на:
- число .25, то оно округляется до ближайшего половинного балла (.5)
- число .75, то округляется до ближайшего полного балла (.0).

Например:
если кандидат получил
- Listening: 6.5
- Reading: 6.5
- Writing: 5.0
- Speaking: 7.0

то общий балл будет 6.5 (25 ÷ 4 = 6.25 = балл 6.5)
если кандидат получил
- Listening: 4.0
- Reading: 3.5
- Writing: 4.0
- Speaking: 4.0

то общий балл будет 4.0 (15.5 ÷ 4 = 3.875 = балл 4.0).
Однако, если кандидат получил
- Listening: 6.5
- Reading: 6.5
- Writing: 5.5
- Speaking: 6.0

то общий балл будет 6.0 (24.5 ÷ 4 = 6.125 = балл 6.0).

## Статистика результатов IELTS
На 2007 год странами с наилучшими оценками в категории Academic являлись:
1. Германия
2. Малайзия
3. Филиппины
4. Россия
5. Гонконг

## Кто и где проверяет работы IELTS
Проверка каждой работы ведётся по месту сдачи IELTS.
Экзаменационные листы Listening и Reading сканируются компьютером. Затем результаты проверяются специалистами, которых называют оценщиками (clerical markers). Для подтверждения своей квалификации они проходят регулярные тренинги каждые два года.
В каждом тест-центре ведётся систематический мониторинг и двойная проверка некоторого процента произвольно выбранных работ.
IELTS Writing оценивается лицензированным экзаменатором IELTS Writing.
IELTS Speaking оценивается лицензированным экзаменатором IELTS Speaking.
Экзаменаторы IELTS
Экзаменатор IELTS — это преподаватель английского языка с квалификацией международного уровня (TEF/TESOL), получивший лицензию принимать и оценивать IELTS Speaking и/или IELTS Writing. Лицензия выдаётся после 4-дневного тренинга в любом из тест-центров.
Каждые два года экзаменатор проходит тестирование для подтверждения своей квалификации. Экзаменаторы также принимают участие в регулярных дополнительных тренингах.

## Качество экзамена и объективность результатов
В соответствии с официальным заявлением, залогом успеха IELTS являются четыре фактора:
- качество и достоверность результатов
- востребованность
- надёжность
- практичность

Качество теста основывается на 40-летнем опыте научных исследований в лингвистике, практическом применении различных вариантов тестирования, внедрении инновационных методик и активном использовании новых технологий.
В совершенствовании и популяризации IELTS принимают участие все партнёры-совладельцы IELTS.
В процессе работы над тестами IELTS учитываются следующие факторы:
- научные достижения в лингвистике
- языковая педагогика
- языковая аттестация
- новые информационные технологии

Все исследования подразделяются на внутренние и внешние. Внутренние исследования проводятся специально организованной группой от Cambridge ESOL, а внешние проводятся в рамках Программы научных исследований IELTS, которая финансируется совместно Британским Советом и IDP: IELTS Australia.
С 1995 года как минимум 130 научных сотрудников было задействовано в 90 внешних научных исследованиях в разных странах мира. Результатом их труда стали публикации, которые повлияли на дальнейшую организацию и проведение тестов IELTS.

### Отсутствие предвзятости в темах и заданиях IELTS
Материалы теста IELTS создаются для всех кандидатов, вне зависимости от их национальности, возраста, пола и родного языка. Темы и лексика, которые могут быть восприняты как предвзятое отношение к какой-либо социальной группе, строго не допускаются. Процесс предварительного тестирования материалов IELTS проводится, в частности, для того, чтобы убедиться, что темы теста уместны для культур всех стран, в которых проводится IELTS.

### IELTS для людей с ограниченными физическими возможностями
Чтобы обеспечить наибольшую доступность теста и объективность аттестации знаний и навыков, в IELTS предусмотрены следующие варианты для людей с ослабленным зрением, слухом или ограниченными физическими возможностями:
- модифицированные тесты с увеличенным шрифтом
- тесты, написанные шрифтом Брайля
- специализированные версии Listening тестов (чтение по губам) для людей с ослабленным слухом
- для кандидатов с ограниченными физическими возможностями предоставляется дополнительное время для внесения результатов и ассистент для записи ответов теста от имени кандидата
- доступно использование вспомогательных технологий[25]

### Апелляция
Если кандидат не согласен с полученными результатами IELTS, он может подать заявление на пересмотр своих результатов.
Этот процесс называется апелляцией (Enquiry on Results).
Подать на апелляцию можно в течение шести недель с даты сдачи теста. Заявление принимается только по месту проведения тестирования.
Кандидат может сам выбрать, какие части теста нуждаются в повторной проверке.
Данная услуга платная, однако стоимость полностью возмещается в том случае, когда балл хотя бы по одному модулю теста повышают.
Процесс апелляции длится от 6 до 8 недель.

## Разница между IELTS и другими тестами
Список других международных тестов английского языка:
- Американские тесты:

TOEFL (iBt, CBT, PBT), TOEIC.
- Серия кембриджских экзаменов:

A2 Key (KET), B1 Preliminary (PET), B2 First (FCE), C1 Advanced (CAE), C2 Proficiency (CPE), Pre A1 Starters (YLE Starters), A1 Movers (YLE Movers), A2 Flyers (YLE Flyers)
- Серия профессиональных тестов для бизнесменов, юристов и финансистов:

BEC, BULATS, ILEC, ICFE.
Примерная сравнительная характеристика баллов IELTS с другими международными экзаменами и системами аттестации, принятыми в Европе, США и странах СНГ:

Сравнительная характеристика систем аттестации английского языка в России и др. постсоветских государствах с международными тестами дана условно, чтобы показать примерное соотношение уровня владения английским языком и оценок. Буквальное сравнение системы аттестации знаний английского в СНГ и международной системы тестирования невозможно по причинам различных принципов аттестации.

## История создания IELTS
1960 −1979 — тест EPTB
EPTB — English Proficiency Test Battery — Тест для определения уровня английского языка
1980 — тест ELTS
Был разработан тест ELTS -The English Language Testing Service — Услуга Тестирования Английского Языка.
Данный тест заменил EPTB и изменил принцип тестирования знаний английского языка. ELTS использовал инновационный метод модульной системы тестирования.
1989 — первая сессия IELTS
Был проведён ряд модификаций, результатом которых стало новое название теста и изменение его формата. Был проведён первый тест IELTS.
1995 — новый формат IELTS
В апреле 1995 года был изменён существующий формат теста и сделали его более объективным и доступным для кандидатов.
2001 — новый формат IELTS Speaking
Был изменён формат разговорной части теста (IELTS Speaking).
2005 — новый формат оценки IELTS Writing
Был изменён принцип оценки письменной части теста (IELTS Writing).
2006 — снято ограничение в 90 дней
Было снято ограничение, которое не позволяло сдавать IELTS чаще, чем один раз в 90 дней. С этого момента IELTS можно сдавать неограниченное количество раз в соответствии с предложенными датами сдачи теста.
Рост популярности IELTS
В 1999 году — 80 тыс. человек сдали IELTS за период в 12 месяцев. В 2007 году количество кандидатов превысило 1 млн человек.
- 2009 — 1,4 млн человек в год.
- 2011 — 1,7 млн человек в год.
- 2012 — 2 млн человек в год[31].

## Создание и производство тестов IELTS
Материалы для каждого теста IELTS уникальны. Не существует двух одинаковых версий теста. Предыдущие материалы теста никогда не повторяются в следующих тестах IELTS.
В производстве материалов IELTS задействованы сотни людей. Процесс производства каждого теста может занимать от нескольких месяцев до нескольких лет.
Материалы IELTS базируется на этических стандартах, которые описаны в документах Европейской Ассоциации Языковой Аттестации (ALTE — the Association of Language Testers in Europe), и в документе Cambridge ESOL «Принципы Хорошей Практики» (Principles of Good Practice).

### Этапы производства материалов IELTS
Написание материалов
Команды специалистов английского языка, которые находятся в Австралии, Канаде, Новой Зеландии, Соединённом Королевстве и США, постоянно работают над процессом создания материалов для тестов IELTS, так называемых «составляющих теста» (test items). Эти специалисты следуют спецификации и требованиям формата IELTS при выборе тем и типов вопросов.
Предварительное редактирование
Этот процесс является первой стадией редактирования работы, созданной специалистами по написанию «составляющих теста». Данный шаг позволяет убедиться, что содержание и тип вопросов совпадает с критериями формата IELTS.
Редактирование
Анализ и сбор информации после предварительного редактирования, которая затем высылается авторам для обработки и исправлений.
Предварительное тестирование
Процесс предварительного тестирования проводится в различных академических учреждениях, тест-центрах или языковых школах-партнёрах тест-центров для того, чтобы выяснить:
- этичность созданных тестов;
- практичность созданных тестов;
- восприятие теста кандидатами с различным уровнем владения английским языком.

Результаты и отчёт по функциональности каждого теста затем отправляются на рассмотрение профессионалам в исследовательской группе IELTS, организованной Cambridge ESOL Examinations.
Если материалы не прошли тестирование, то они отправляются на доработку и повторное рассмотрение. Если тестирование прошло успешно, то материалы отправляются в «Банк Материалов IELTS» (Banking of Material).
Соответствие стандартам
Дополнительная проверка проводится для тестов Listening и Reading для стандартизации оценочной шкалы тестов в соответствии с его сложностью.
Сбор готовых тестов и оценка
На регулярных встречах специалистов IELTS все материалы собираются в четыре модуля теста, и формируется полный тест. Учитываются следующие факторы:
- средняя сложность версии теста, а также разнообразие сложных и простых «составляющих теста»;
- разнообразие проверяемых языковых навыков;
- сбалансированность разновидностей заданий;
- сбалансированность тем и дискуссий;
- разнообразие голосов и акцентов, используемых в версиях Listening.

Данные регулярно собираются после проведения тестов и подвергаются анализу, чтобы проверить точность и объективность оценки.

## Защита от мошенничества и коррупции
IELTS предусматривает многоуровневую систему защиты от мошенничества и коррупции.

### Методы защиты
Лицензированные тест-центры
IELTS можно сдать исключительно в лицензированных тест-центрах, каждый из которых проходит тщательный процесс отбора и соглашается с условиями проведения и организации теста.
Компания может стать тест-центром, получив лицензию от совладельцев IELTS.
Защита от потенциальной коррупции в тест-центрах
Одним из условий лицензирования является согласие на аудит. Во время реального экзамена IELTS на тесте может присутствовать специалист по контролю за качеством и соответствием условий проведения экзамена стандартам IELTS.
В рамках этой программы также производится взаимный обмен специалистами между двумя партнёрами IELTS: представители Британского Совета посещают тест-центры с лицензией IDP: IELTS Australia, а представители австралийской организации посещают тест-центры Британского Совета.
Защита от подделки документов и личности
В процессе сдачи IELTS кандидатам необходимо пройти несколько стадий идентификации личности.
Перед началом теста, а также в процессе сдачи кандидат обязан предоставить документ, подтверждающий его личность.
Во время регистрации перед экзаменом, каждого кандидата фотографируют в тест-центре. Данная фотография используется в течение всего процесса сдачи IELTS в качестве доказательства, что все части IELTS сдаёт один и тот же человек.
В некоторых тест-центрах дополнительно используется биометрическая система, которая исключает подмену личности путём дактилоскопии.
Защита от мошенничества с материалами
В каждом тест-центре есть только ограниченный круг квалифицированных специалистов, у которых есть доступ к материалам IELTS в день сдачи теста.
Каждая версия теста — это уникальная комбинация новых вопросов, которая берётся из банка материалов IELTS — предугадать или узнать вопросы теста заранее невозможно.
Защита от списывания
До начала теста все места в экзаменационной комнате распределяются организаторами тест-центра без ведома и участия кандидатов, соответственно кандидаты могут занять место только согласно распределению.
По стандартам IELTS, каждый кандидат должен находиться за отдельной партой на чётко установленном расстоянии от других кандидатов.
В процессе теста, в экзаменационной комнате всегда находится хотя бы один представитель тест-центра, который проводит экзамен и следит за надлежащим поведением кандидатов.
Защита от мошенничества с результатами теста
Организована автоматическая система поиска несоответствий в результатах кандидатов. Если обнаруживается аномальная тенденция, то уведомляется кандидат, тест-центр и организация, по лицензии которой работает тест-центр. В таких случаях принимается решение, влекущее за собой аннулирование результатов или более серьёзные наказания.
Защита от подделки сертификата IELTS
Организации, требующие результаты IELTS, имеют доступ в базу результатов IELTS онлайн, в которой они могут найти подтверждение подлинности сертификата, введя индивидуальный код документа, который указан в правом нижнем углу на выданном сертификате.

### Случаи мошенничества в IELTS
В соответствии с официально опубликованными данными, случаи мошенничества в IELTS происходят редко.
Один из самых серьёзных случаев мошенничества произошёл в 2011 году, в результате которого несколько людей были заключены в тюрьму. Данный случай получил огласку как Куртинский инцидент.
Куртинский инцидент
Системный администратор Куртинского Университета (Curtin University) в Австралии использовал пароли сотрудников IELTS тест-центра, расположенного в университете, чтобы изменять результаты IELTS в базе данных без ведома персонала тест-центра.
Случай этого мошенничества обнаружили благодаря автоматической системе поиска несоответствий и аномалий в результатах теста. В августе 2011 года суд вынес приговор системному администратору — 2 года лишения свободы.
Помимо него, ещё девять человек были признаны виновными и лишены свободы за соучастие в афере.
Другие случаи мошенничества
Известны попытки подмены личности и использования фальшивых документов в Индии и Китае. Однако с введением дактилоскопии данный способ мошенничества был исключён.

## Где и когда проводится тестирование
Существует 900 тестовых центров в 130 странах, у которых есть лицензия для проведения IELTS. Количество тестовых центров с каждым годом растёт.
Academic IELTS тест-центры могут провести 48 раз в году, а General Training IELTS — 24 раза в году. Тест проводится три раза в месяц по субботам и один раз в месяц в четверг.

### Даты сдачи IELTS
Тест-центры могут выбрать все или только некоторые из предложенных дат сдачи. Выбор обусловлен спросом на IELTS в каждом конкретном регионе и городе.
Даты сдачи теста можно получить на официальном сайте IELTS.

### Тест-центры IELTS в странах бывшего СССР

#### Россия
С 2008 года экзамен в России проводят три независимые организации:
- BKC-IH Moscow IELTS Centre в партнёрстве с Британским Советом

Тесты проводятся в Москве и центральных регионах России.
- Students International IELTS тест-центр

Тесты проводятся в Москве, Санкт-Петербурге и Северо-Западном регионе РФ, а также на Урале, в Сибири и Востоке РФ.
- Экзаменационный центр Lt-Pro по сдаче IELTS в Санкт-Петербурге

Тесты проводятся в Санкт-Петербурге и северо-западных регионах России.
У всех этих организаций лицензия на проведение IELTS от собственников экзамена British Council и IDP: IELTS Australia.
С марта 2022 года все экзаменационные сессии IELTS приостановлены на территории России по решению собственников экзамена IELTS.
В июне 2025 года Генпрокуратура РФ признала British Counci нежелательной организацией. С людей, которые собираются пройти тест могут взыскать штраф до 100 тысяч рублей или дать срок до пяти лет.

#### Украина
- Британский Совет (с 1992 года)
- Students International IELTS тест-центр Украина (с 2010 года)

#### Казахстан
- Британский Совет
- Interpress тест-центр

#### Другие страны
Азербайджан
- Британский Совет
- Barattson

Армения
- Британский Совет

Беларусь
- International House

Грузия
- Британский Совет

Кыргызстан
- Британский Совет

Латвия
- Балтийский союз для международного образования

Литва
- Британский Совет

Молдова
- нет тест-центра

Таджикистан
- нет тест-центра

Туркменистан
- нет тест-центра

Узбекистан
- Британский Совет
- IDP IELTS Edu-action group

Эстония
- Языковой центр Таллинского Университета

## Подготовка к IELTS

### Кто имеет право готовить к IELTS
На данный момент не существует официальных критериев или лицензий для преподавателей IELTS.
Готовить к сдаче IELTS может любой преподаватель; более того, Департамент экзаменов по английскому языку Кембриджского университета и Издательства Кембриджского университета на своём сайте размещают бесплатные ресурсы по подготовке учащихся к сдаче экзаменов Cambridge English для всех желающих преподавателей.
Подготовкой кандидатов к IELTS в филиалах Британского Совета и IDP: IELTS Australia занимаются:
- экзаменаторы IELTS
- специалисты, у которых есть квалификация преподавателя английского международного образца (TEFL/TESOL) и/или сертификат собственной сдачи IELTS на балл 8.0-9.0.

### Методы подготовки к IELTS
Существует несколько вариантов подготовки к IELTS:
- индивидуально с преподавателем
- в группах в языковых школах
- дистанционно с преподавателями
- дистанционно, используя программное обеспечение
- самостоятельно по книгам и материалам в интернете[40]

### Официальные центры по подготовке к IELTS
Cambridge ESOL Examinations не проводит курсы подготовки к IELTS.
Официальными центрами по подготовке к IELTS можно считать только владельцев IELTS — Британский Совет и IDP: IELTS Australia.
Других официальных центров по подготовке не существует, так как не существует лицензий, чтобы подтвердить само понятие «официальный центр по подготовке к IELTS».
Все курсы подготовки к IELTS, которые проводятся любой другой организацией, лицензированным тест-центром или языковой школой — являются неофициальными курсами подготовки к IELTS (кроме упомянутых выше).

### Материалы для подготовки к IELTS
Официальные книги по подготовке к IELTS
За последние годы появилось много книг по подготовке к IELTS. Наиболее популярные из них — серия книг издательства Cambridge University Press — Cambridge IELTS 1-14, в которых содержатся бывшие тесты IELTS.
Кроме Cambridge University Press, материалы по подготовке к IELTS также печатаются в издательствах Longman, Oxford University Press, Macmillan и др.
Официальные электронные версии материалов по подготовке к IELTS
На сайтах владельцев IELTS можно найти бесплатные и платные электронные версии материалов для подготовки.
При оплате экзамена IELTS в Британском Совете, каждый кандидат получает доступ к бесплатному онлайн-курсу подготовки к IELTS, который называется Road to IELTS.

## Критика IELTS
IELTS подвергается критике как сдающими этот экзамен, так и преподавательским составом, который готовит к этому экзамену, а также теми преподавателями, которым приходится обучать в вузах сдавших IELTS .

### Неверная оценка языковой компетенции
По мнению специалиста по подготовке к IELTS Стеганцова Евгения Николаевича, нередки случаи, когда в группе, которая проходила обучение в одном и том же центре подготовки к IELTS, те, кто по мнению педагога владеет языком хуже, набрали на IELTS балл выше, чем те, кто владеет языком на более высоком уровне. То есть ключевым фактором для успешной сдачи IELTS становится не знание английского языка, а умение работать с форматом экзамена.
Осенью 2018 года в канадском колледже Niagara College разразился скандал, связанный с IELTS. Выяснилось, что зачисленные на основе результатов IELTS студенты не могут читать, говорить или писать на уровне, соответствующем уровню заявленного балла. Проблема затронула более 200 студентов.

### Тестирование малозначимых навыков
IELTS подвергается критике за то, что требует отработки навыков, которые в дальнейшем не применяются студентами в вузе, например, описания графиков на английском языке, не уделяя должного внимания построению слов, фраз и речи, написанию технических текстов, а также особенностям речи носителей.

### Коммерциализация
IELTS приносит своим создателям огромные деньги, многие центры поощряют повторные попытки сдать экзамен на нужный балл несколько раз в месяц, хотя это академически не оправдано. Желающие повысить свой балл кандидаты запоминают модельные ответы к вопросам в устной и письменной части наизусть, что противоречит идее IELTS и не позволяет студентам наслаждаться английским языком. Критике подвергается и то, что, если заявителю не удаётся хорошо выполнить один модуль, ему всё равно необходимо заново пройти весь тест, включая те модули, за которые получен достаточный балл. При этом сертификат IELTS действителен лишь два года, после чего необходимо оплачивать сдачу экзамена повторно.

## Требования IELTS для обучения
Около 51 % кандидатов проходят тест IELTS для обучения за границей. Конкретные требования могут изменяться в зависимости от конкретного учебного заведения. Однако в целом англоязычные страны требуют продемонстрировать балл 6.5.

### Соединённые Штаты
Самые высокие требования — 8.5 балла — установлены в школе журналистики Колумбийского университета, которая одна во всем мире предъявляет такие требования.
Юридический колледж Морица Государственного университета Огайо требует 8.0 баллов.
Массачусетский технологический институт требует 7.0 баллов.
Университет Сент-Луис требует 6.0 баллов.

### Великобритания
С 20 февраля 2015 года Британский совет разделил экзамен на 2 основных ответвления: IELTS и IELTS for UKVI, которые отличаются по содержанию, стоимости и предназначению. Это изменение практически не коснулось абитуриентов, поступающих на обучение в британские вузы, зато повлияло на требования для других категорий виз:
- для поступления в университеты англоговорящих стран (кроме Великобритании) подходит стандартный IELTS
- для поступления в большинство университетов Великобритании необходимо следовать требованиям этих университетов[46]
- для иммиграционных целей, при устройстве на работу или просто для подтверждения знания английского языка в Великобританию необходимо сдавать IELTS for UKVI

Самые высокие требования — 8.0 балла — предъявляет Варвикский университет на степень доктора наук по маркетингу. Большинство учебных заведений предъявляют требования от 5.5 до 7.0 баллов.
| Университет               | Минимальная оценка IELTS                                                                                 |
| Oxford University         | 7.0 |
| University of Edinburgh   | 7.0 (All programs in Business, Management, Finance, Law, English Literature and Celtic/Scottish Studies) |
| Cambridge University      | 7.0 |
| Glasgow University        | 6.5 (General)/ 7.0 (Faculty of Arts & Humanities)                                                        |
| University of Aberdeen    | 6.5 (General)/ 7.0 (Taught Degrees in Engineering)                                                       |
| University College London | 6.5/7.0/7.5 (depends on UCL’s individual faculty/department requirement)                                 |
| Imperial College London   | 6.5 (7.0 for the Life Sciences Department and the Imperial Business School)                              |
| Exeter University         | 6.5 |
| Liverpool University      | 6.0 |
| Birmingham University     | 6.0 |
| Essex University          | 5.5 |

### Германия
Штутгартский университет требует минимума в 6.0 балла, как и большинство немецких учебных заведений.

### Италия
Политехнический университет Турина требует 5.0 балла. Политехнический университет в Милане — 6.0. Большинство итальянских университетов требуют 7.0

### Казахстан
Назарбаев Университет требует общий минимальный проходной балл IELTS на программу Предуниверситетской подготовки (Foundation) — 6 . А также, общий минимальный проходной балл IELTS на программы Бакалавриата Direct admission/Transfer — 6.5.

### Узбекистан
Международный Вестминстерский Университет в Ташкенте требует минимума в 5,5 балла.

## IELTS для целей иммиграции
Ряд стран Британского Содружества используют этот экзамен как доказательство того, что иммигрант владеет английским языком.

### Австралия
Австралийские иммиграционные власти используют IELTS с мая 1998 года. В целом, кандидатам на независимую миграцию желательно продемонстрировать владение английским языком не менее, чем 7.0 балла по оценке IELTS по каждому из разделов. Минимальным уровнем является 6.0 баллов по каждому из разделов. Этот минимум означает, что кандидат на иммиграцию получит меньше очков в тесте, оценивающем его пригодность для иммиграции.
Граждане англоязычных стран (Соединённое Королевство, Канада, Новая Зеландия, США, Республика Ирландия) могут на выбор получить минимальный уровень без всяких тестов, либо сдавать IELTS, чтобы получить дополнительные очки.

### Новая Зеландия
Новая Зеландия использует IELTS с 1995 года. Кандидаты должны набрать общий балл Academic или General не менее 6,5 балла (кроме временных виз). Также кандидат может подтвердить уровень владения языком путём предоставления сведений о гражданстве и проживании другой англоязычной страны или обучения на английском языке в течение 2 лет. Могут быть рассмотрены и другие свидетельства, но вне зависимости от них иммиграционные власти могут потребовать сертификат. Партнёр и дети заявителя должны продемонстрировать уровень владения английским языком не ниже эквивалента 5.0 IELTS или предоплатить ESOL tuition course в размере от $1735 до $6795 в зависимости от уровня владения языком.

### Канада
Наряду с CELPIP и TEF, IELTS является одним из обязательных условий для регистрации в программе Express Entry. C 1 мая 2013 года максимально можно набрать 24 канадских иммиграционных балла за английский язык. Соответствие баллов IELTS канадским иммиграционным баллам показано в таблице.
| Уровень               | Канадские иммиграционные баллы | IELTS Listening | IELTS Reading | IELTS Writing | IELTS Speaking |
| --------------------- | ------------------------------ | --------------- | ------------- | ------------- | -------------- |
| CLB 9                 | 6                              | 8.0-9.0         | 7.0-9.0       | 7.0-9.0       | 7.0-9.0        |
| CLB 8                 | 5                              | 7.5             | 6.5           | 6.5           | 6.5            |
| CLB 7                 | 4                              | 6.0             | 6.0           | 6.0           | 6.0            |
| недостаточный уровень | 0                              | менее 6.0       | менее 6.0     | менее 6.0     | менее 6.0      |

Пример подсчёта канадских иммиграционных баллов за английский язык.
При получении IELTS баллов:
- Listening 7.5
- Reading 7.0
- Writing 6.0
- Speaking 6.5

Кандидат наберёт: 5 (LT7.5) + 6 (RD7.0) + 4 (WR6.0) + 5(SP6.5) = 20 канадских иммиграционных баллов.

### Соединённое Королевство
В зависимости от вида иммиграционной программы, требуется средний балл от 4.5 до 6.5. Альтернативой может быть университетская степень учебного заведения, в котором основная часть обучения велась на английском языке.